# Molossins
Els molossins (Molossinae) són una subfamília de ratpenats de la família dels molòssids.

## Taxonomia
Gèneres:
- Austronomus
- Cheiromeles
- Cynomops
- Eumops
- Micronomus
- Molossops
- Molossus
- Mops
- Mormopterus
- Myopterus
- Nyctinomops
- Otomops
- Ozimops
- Platymops
- Promops
- Sauromys
- Setirostris
- Tadarida